# 孔多爾薩利亞尼山
14°04′45″S 70°56′55″W / 14.07917°S 70.94861°W
孔多爾薩利亞尼山（Cóndor Sallani），是秘魯的山峰，位於該國東南部庫斯科大區，由坎奇斯省的切卡庫佩區負責管轄，屬於韋爾卡努塔山脈的一部分，海拔高度5,102米。